# Norsk Polarinstitutt
Norsk Polarinstitutt (em português: Instituto Norueguês de Investigação Polar) é uma instituição pública de investigação e desenvolvimento científico,  vocacionada para o estudo, monitorização e mapeamento das regiões polares do Ártico e da Antártida. Tem a sua sede na cidade norueguesa de Tromsø.

A instituição funciona sob a tutela do ministério norueguês do ambiente e tem como missão a coordenação e organização das missões de investigação científica nas regiões polares sob soberania ou responsabilidade da Noruega. Actua ainda como órgão consultivo do Governo Norueguês e de diversas instituições internacionais em matérias referentes ao ambiente em regiões de clima polar. A instituição emprega cerca de 110 pessoas, com instalações fixas em Tromsø (sede) e Ny-Ålesund (Svalbard). Opera ainda estações de investigação na Terra da Rainha Maud (Antártida).

## Directores
- 1948 - 1957                Harald Ulrik Sverdrup
- 1957 - 1960                Anders K. Orvin
- 1960 - 1983                Tore Gjelsvik
- 1983 - 1991                Odd Rogne
- 1991 - 1993                Nils Are Øritsland
- 1993 - 2005                Olav Orheim
- 2005 - ----                Jan-Gunnar Winther